# 阿氏穀口魚
阿氏穀口魚（学名：Coccorella atrata ）為輻鰭魚綱仙女魚目帆蜥魚亞目齒口魚科的一種，分布於印度西太平洋區，包括孟加拉灣、日本、所羅門群島、紐西蘭；東南太平洋智利海域，屬深海魚類，深度300-2626公尺，體長可達4.2公分，棲息在中層水域，以魚類及烏賊為食，生活習性不明。